# Edmund Parker (2e comte de Morley)
Pour l’article homonyme, voir Edmund Parker (4e comte de Morley).
Edmund Henry Parker, 2e comte de Morley (10 juin 1810 - 28 août 1864), titré vicomte Boringdon de 1817 à 1840, est un pair britannique et un homme politique whig.

## Biographie
Il est le fils de John Parker (1er comte de Morley) et de sa deuxième épouse, Frances Talbot, et fait ses études à Christ Church, Oxford.
En 1840, il succède à son père comme second comte de Morley et occupe son siège sur les bancs des whigs à la Chambre des lords. De 1846 à 1852, il sert en tant que Lord-in-waiting (whip du gouvernement à la Chambre des Lords) dans l'administration whig de Lord John Russell. Il est également lieutenant adjoint de Devon et Lord de la chambre du Prince Albert.

## Famille
Lord Morley épouse sa cousine germaine Harriet Sophia, fille de Montagu Edmund Parker, en 1842 et veuve de William Coryton .
Il décède en août 1864, à l'âge de 54 ans. Son fils, Albert, devenu un éminent homme politique libéral, lui succède. La douairière Morley est décédée en 1897 .